# Cymothoe egesta
Cymothoe egesta är en fjärilsart som beskrevs av Pieter Cramer 1779. Cymothoe egesta ingår i släktet Cymothoe och familjen praktfjärilar. Inga underarter finns listade i Catalogue of Life.

## Bildgalleri

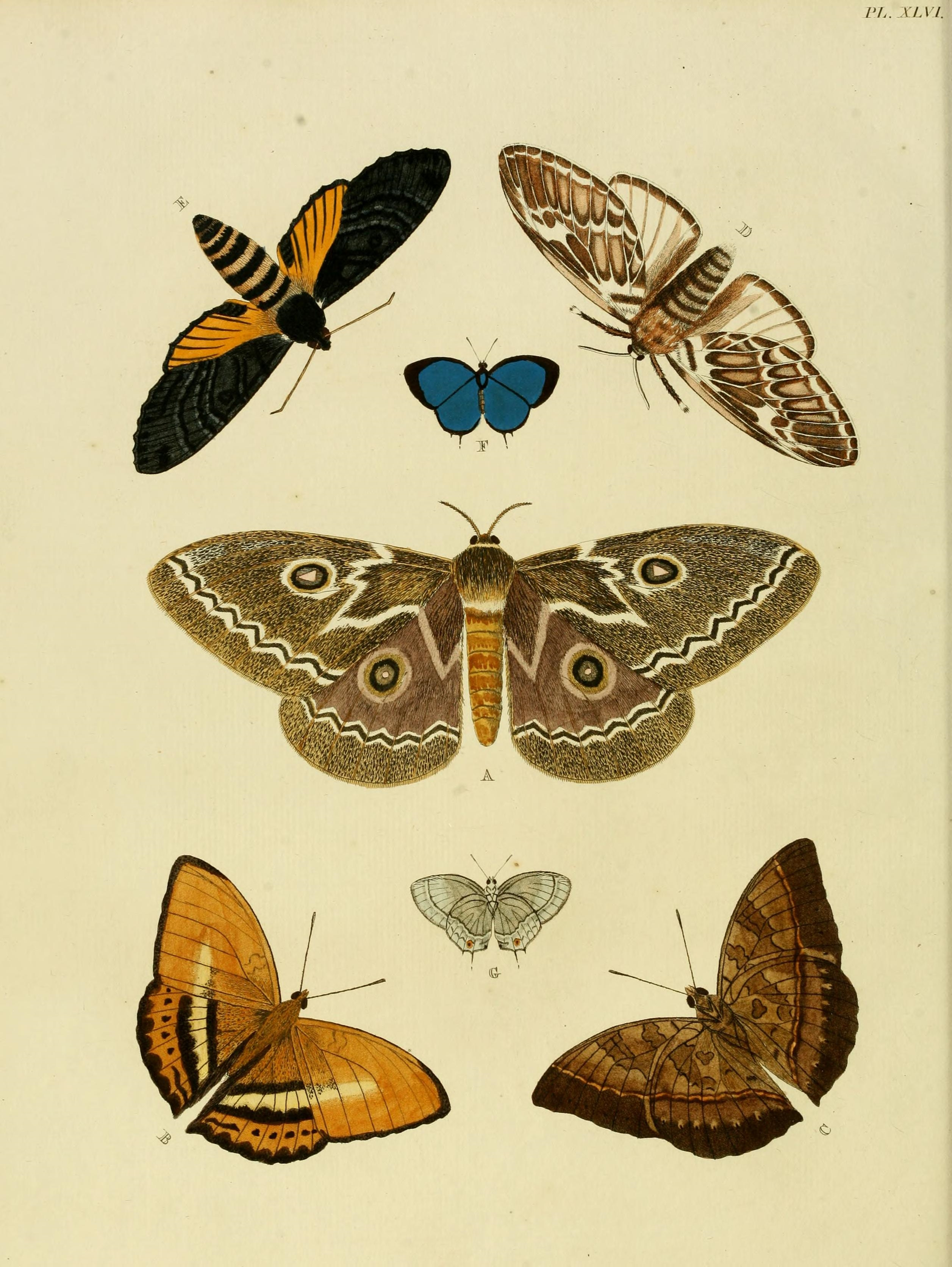
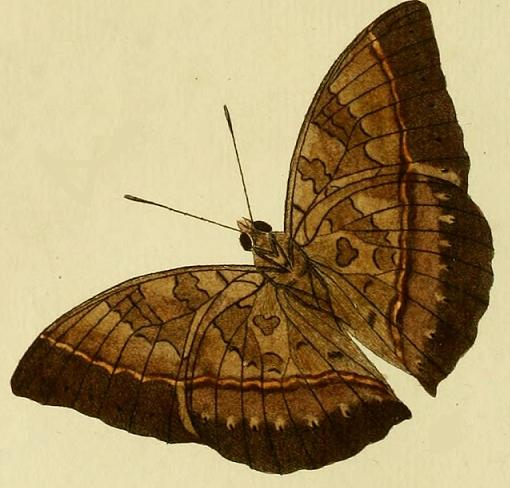